# Liste der geographischen Regionen nach den Vereinten Nationen
Die Vereinten Nationen untergliedern die Welt zu statistischen Zwecken in folgende geographische Makroregionen (Kontinente) und geographische Subregionen (Subkontinente), denen jeweils ein Code zugeordnet ist:
001 Welt
- 002 Afrika
  - 014 Östliches Afrika
  - 017 Mittleres Afrika
  - 015 Nördliches Afrika
  - 018 Südliches Afrika
  - 011 Westliches Afrika

- 019 Amerika

Karte der Subregionen gemäß den Vereinten Nationen

  - 419 Lateinamerika und Karibik
    - 029 Karibik
    - 013 Mittelamerika
    - 005 Südamerika

  - 021 Nordamerika

- 142 Asien
  - 143 Zentralasien
  - 030 Östliches Asien
  - 034 Südliches Asien
  - 035 Südöstliches Asien
  - 145 Westliches Asien

- 150 Europa
  - 151 Östliches Europa
  - 154 Nördliches Europa
  - 039 Südliches Europa
  - 155 Westliches Europa

- 009 Ozeanien
  - 053 Australien und Neuseeland
  - 054 Melanesien
  - 057 Mikronesien
  - 061 Polynesien
- 010 Antarktis